# فلاديمير الكسندروفيتش (الدوق الأكبر من روسيا)
الدوق الأكبر فلاديمير ألكساندروفيتش من روسيا ( 22  (أبريل 1847 - 17 فبراير 1909)، كان ابنًا للإمبراطور ألكسندر الثاني من روسيا، وشقيق الإمبراطور ألكسندر الثالث من روسيا والدوق الأكبر الأكبر لبيت رومانوف في عهد ابن أخيه الإمبراطور نيكولاس الثاني.